# Automatic Data Processing
ADP — американська компанія, що спеціалізується у наданні послуг з аутсорсингу процесів міжнародного розрахунку заробітної плати і кадрового адміністрування.